# 9. Panzergrenadierbrigade
Die 9. Panzergrenadierbrigade war eine Brigade des Österreichischen Bundesheeres und bestand aus Bataillonen verschiedener Waffengattungen in Niederösterreich. Die Brigade wurde im Zuge der Neuausrichtung des Bundesheeres 1998 aufgelöst.

## Geschichte
Die 9. Panzergrenadierbrigade wurde am 1. August 1960 aufgestellt.
Die Brigade ging aus der Panzertruppenschule hervor und war der erste mechanisierte Großverband des Bundesheeres.
Die ersten Kampfpanzer waren russische Panzer vom Typ T-34, später folgten amerikanische Kampfpanzer der Typen M24, M47 (1960) und M60 (1964).
Außerhalb der US-Armee war die 9. Brigade der erste Verband, der über den M60 Kampfpanzer verfügte.
Am 1. Juli 1975 wurde die Brigade der 1. Panzergrenadierdivision unterstellt.
Kurz vor der Auflösung der Brigade wurde diese mit dem deutschen Leopard 2 ausgestattet.
Zum 1. November 1998 wurde die Brigade aufgelöst und das Brigadekommando, zusammen mit dem Panzerstabsbataillon 9 und dem Kommando Auslandseinsätze in das Kommando für internationale Einsätze (KdoIE) umgewandelt.

## Einsätze (Auswahl)
- 1990 der Assistenzeinsatz an der Staatsgrenze im Burgenland[6]
- 1991 Sicherungseinsatz an der österreichisch-jugoslawischen Grenze in der Steiermark[7]
- Hochwassereinsatz im Juli 1997[2]

## Gliederung
Die Brigade hatte zuletzt folgende Gliederung:
| 9 |
|   |

| Stb 9 |
|       |

| 33 |
|    |

| 1 |
|   |

| 35 |
|    |

| 9 |
|   |

- 9. Panzergrenadierbrigade
  - Panzerstabsbataillon 9 (Götzendorf)
  - Panzerbataillon 33 (Zwölfaxing)
  - Jagdpanzerbataillon 1 (Wiener Neustadt)
  - Panzergrenadierbataillon 35 (Großmittel)
  - Panzerartilleriebataillon 9 (Baden)

### Gliederung zur Gründung 1960
| 9 |
|   |

| 9 |
|   |

| 33 |
|    |

| 34 |
|    |

| 35 |
|    |

| 3 |  | 9 |
| 3 |  | 9 |

- 9. Panzergrenadierbrigade
  - Panzerversorgungsbataillon 9 (Götzendorf)
  - Panzerbataillon 33 (Götzendorf)
  - Panzerbataillon 34 (Zwölfaxing)
  - Panzergrenadierbataillon 35 (Großmittel)
  - 3. Kompanie Panzerartillerieabteilung 9 (Kaisersteinbruch)

## Bewaffnung der 9. Panzergrenadierbrigade
Die 9. Panzergrenadierbrigade verfügte im Laufe ihres Bestehens über folgende Panzerfahrzeuge:

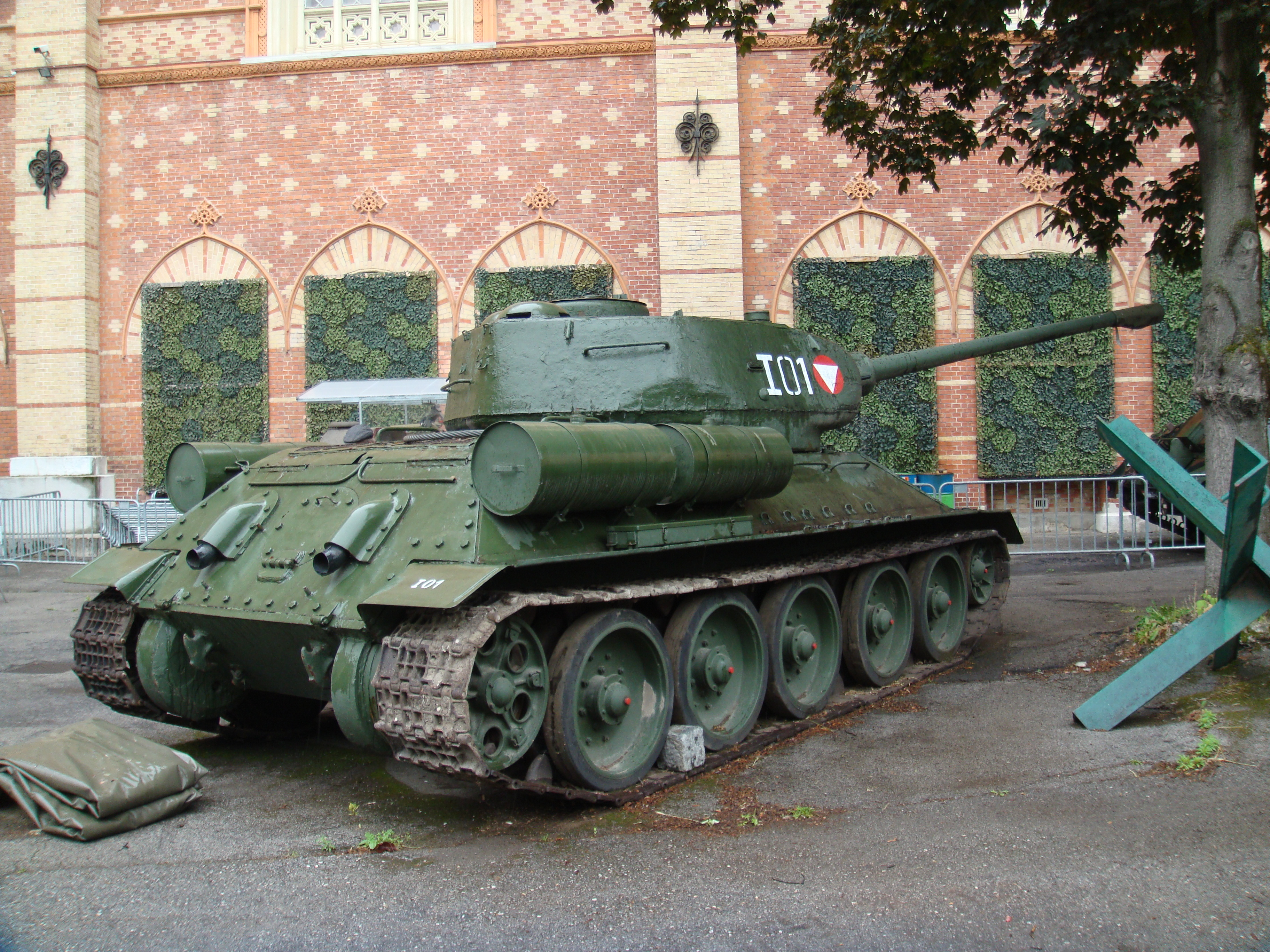
Mittlerer Panzer T-34
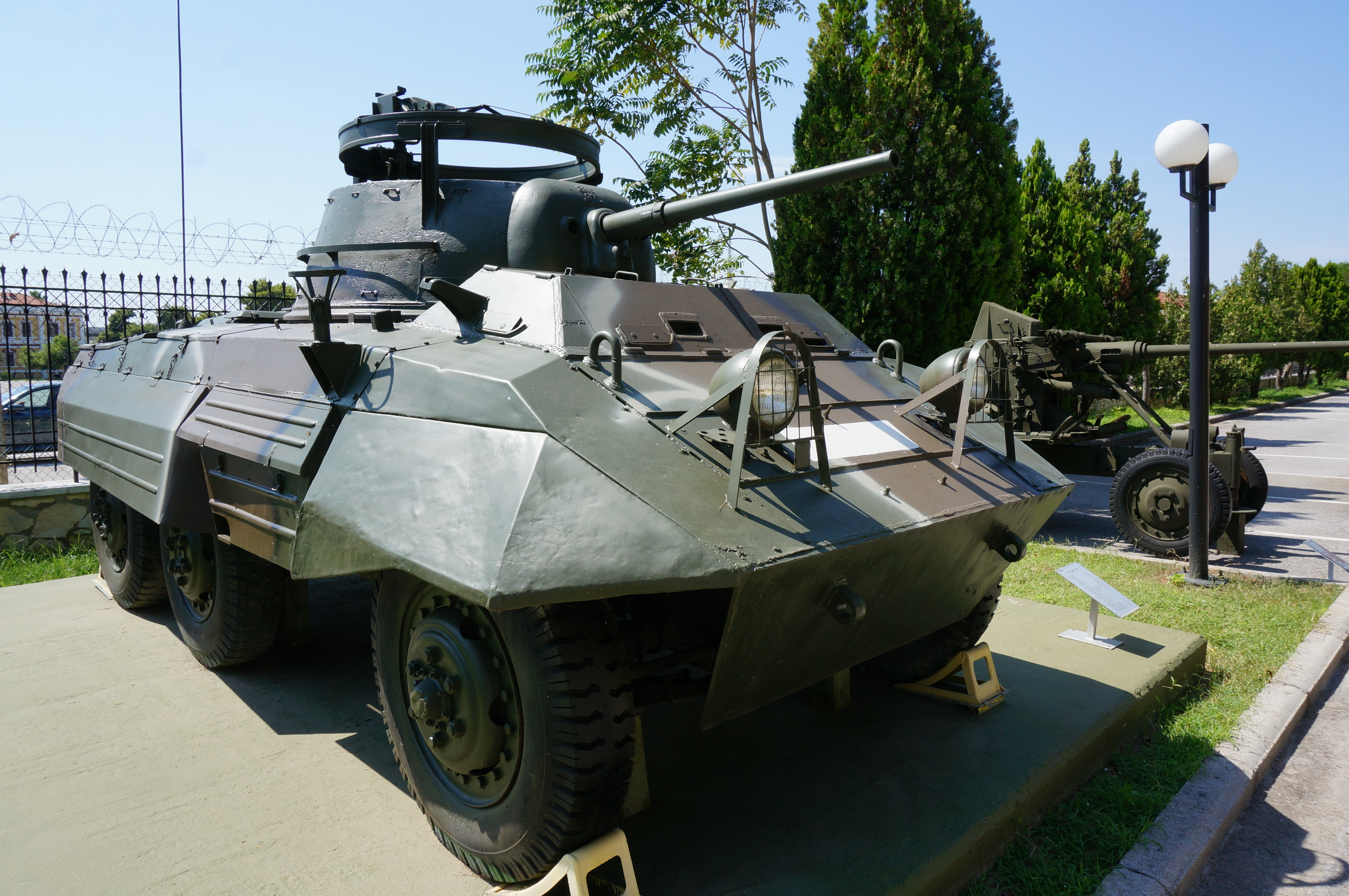
Schützenpanzer M8 Greyhound
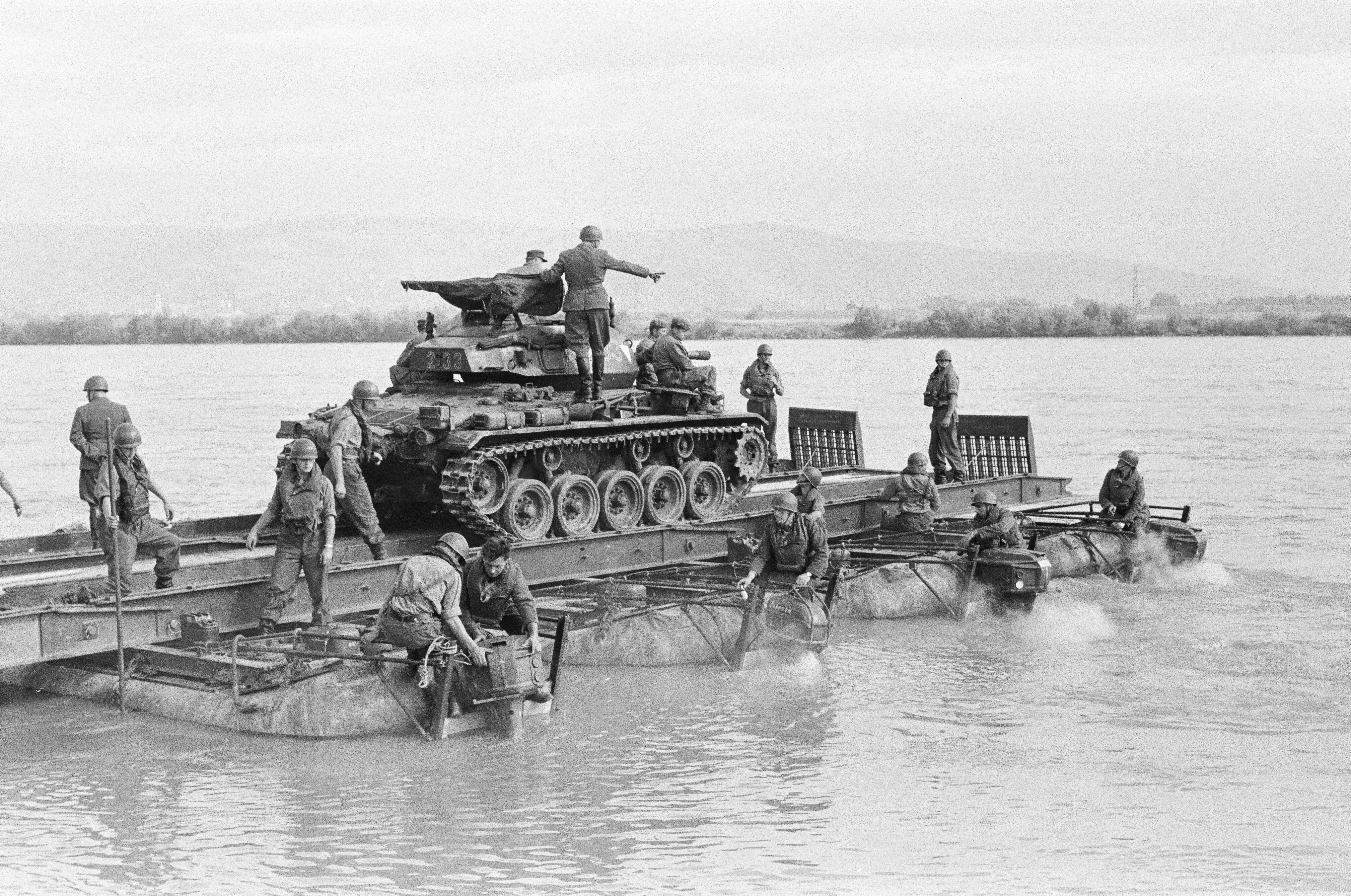
Leichter Kampfpanzer M24 bei einer Pionierübung 1958
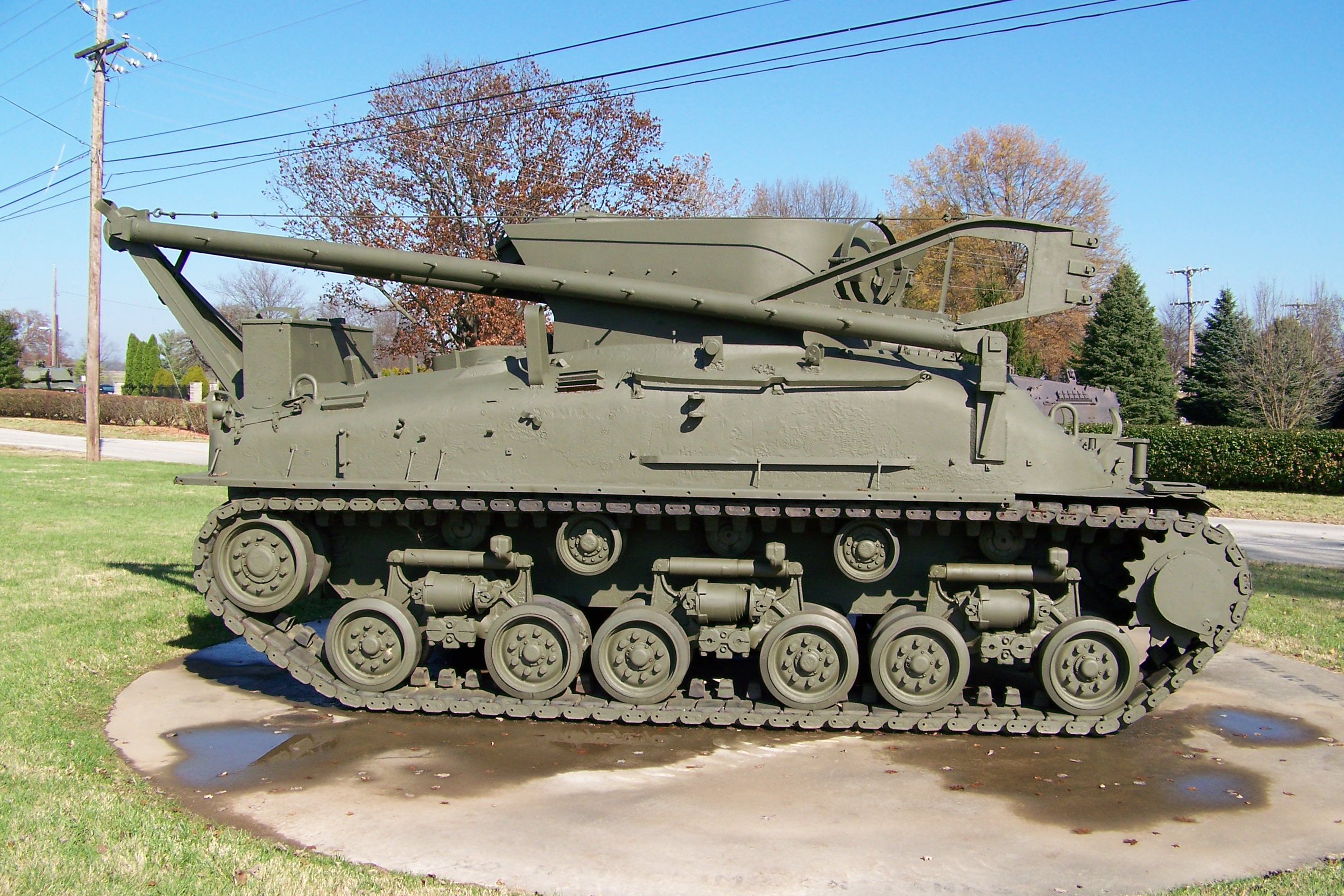
Bergepanzer M32
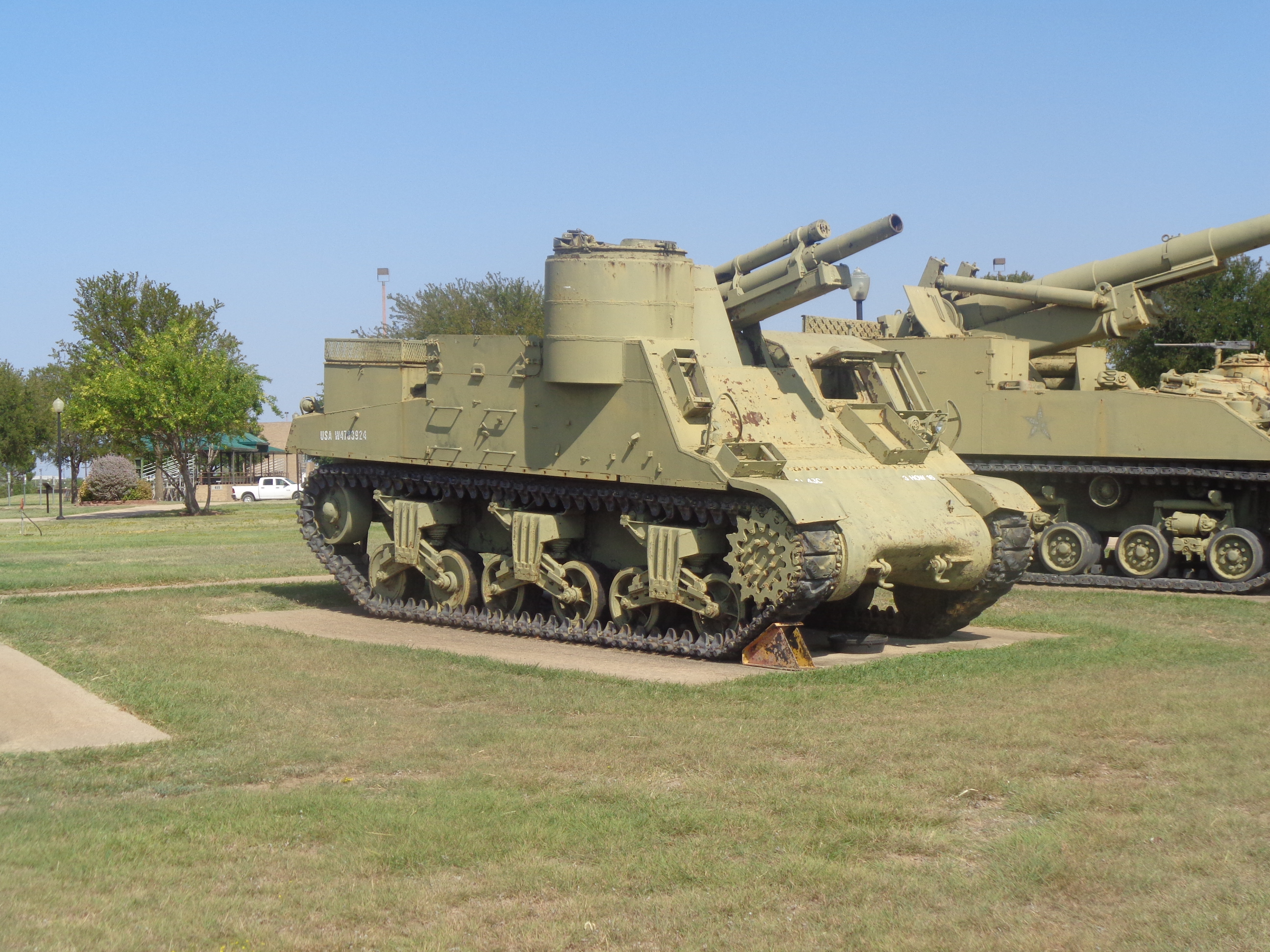
Panzerhaubitze M7
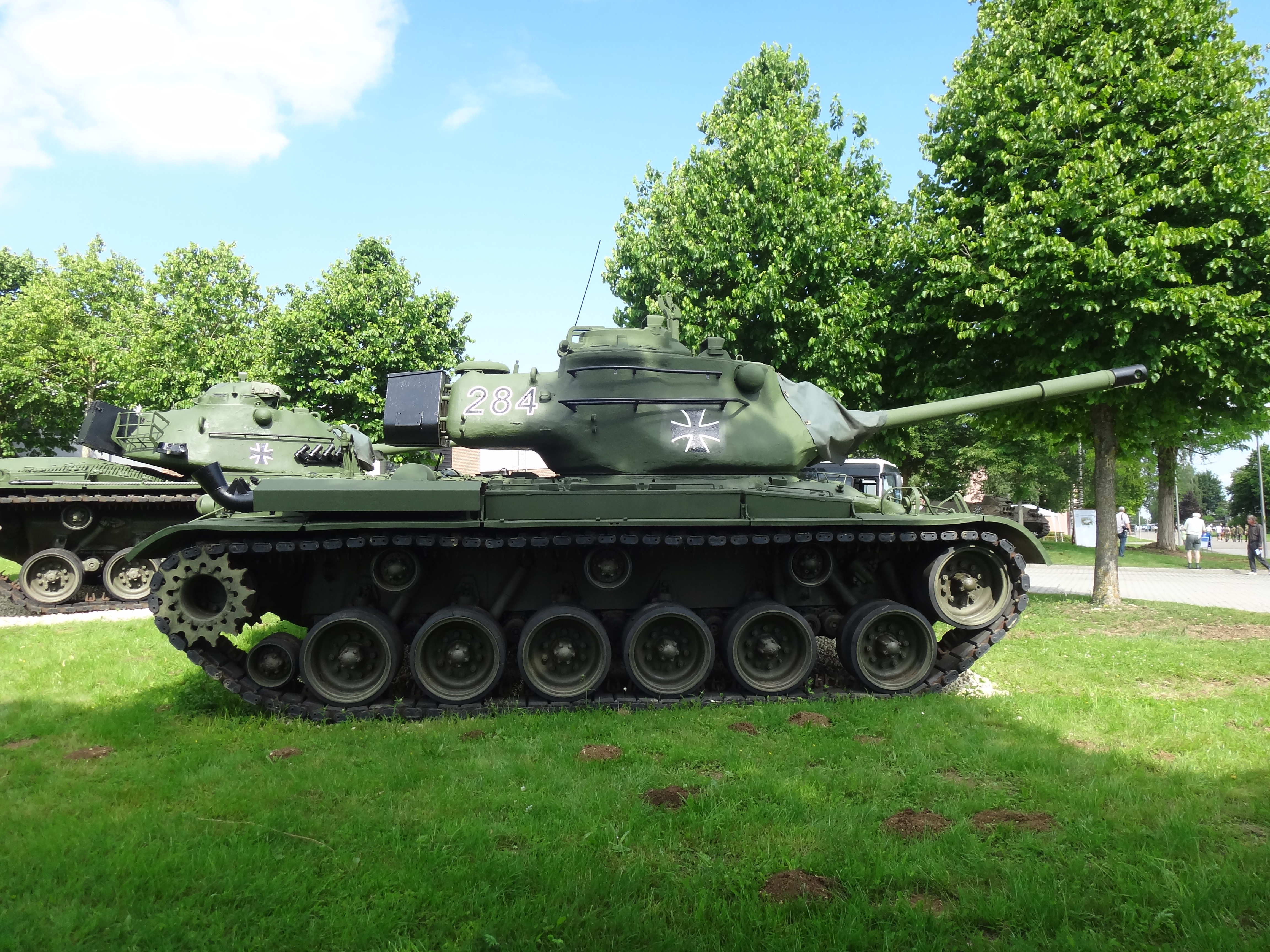
Kampfpanzer M47
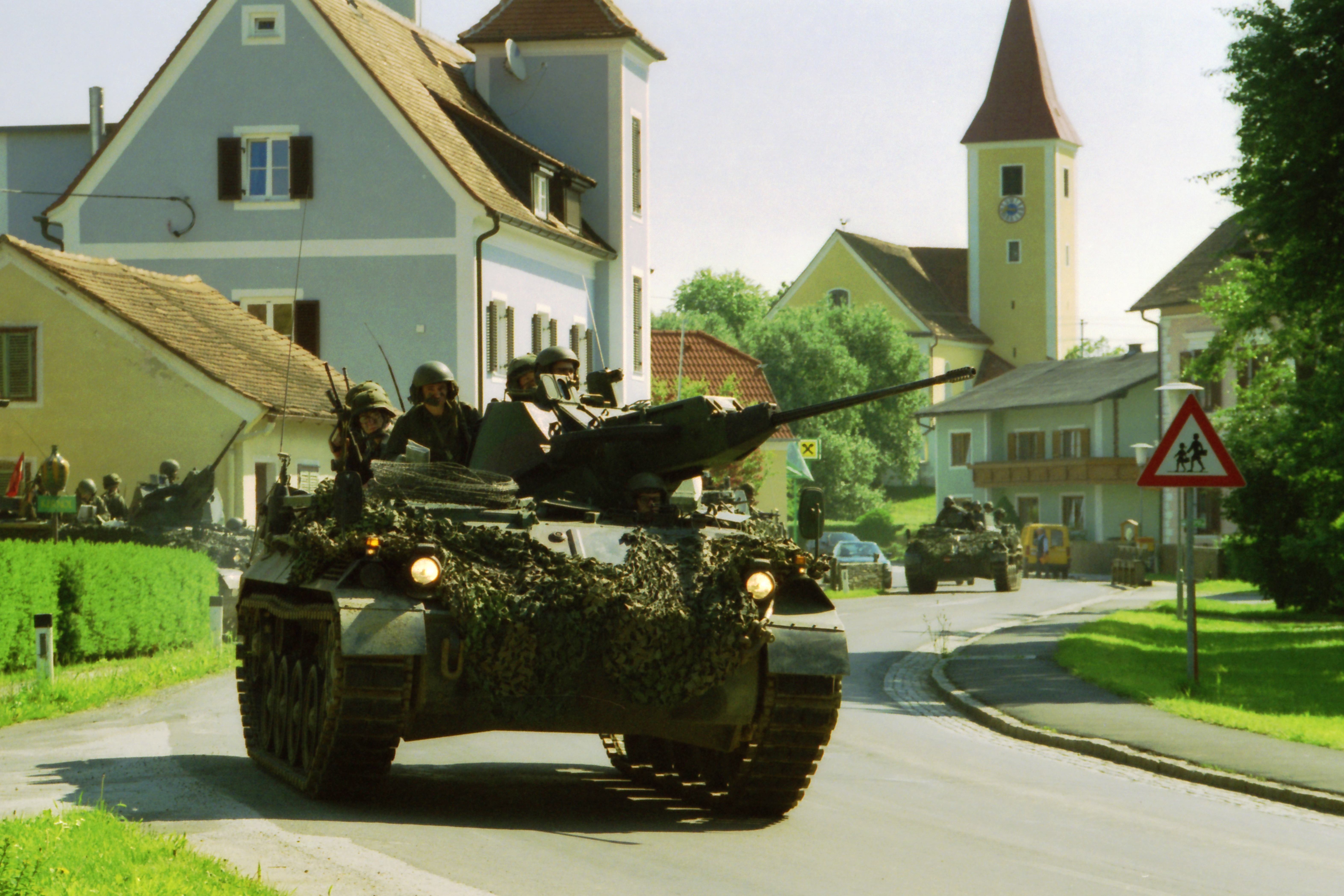
Schützenpanzer Saurer bei einer Übung 1999
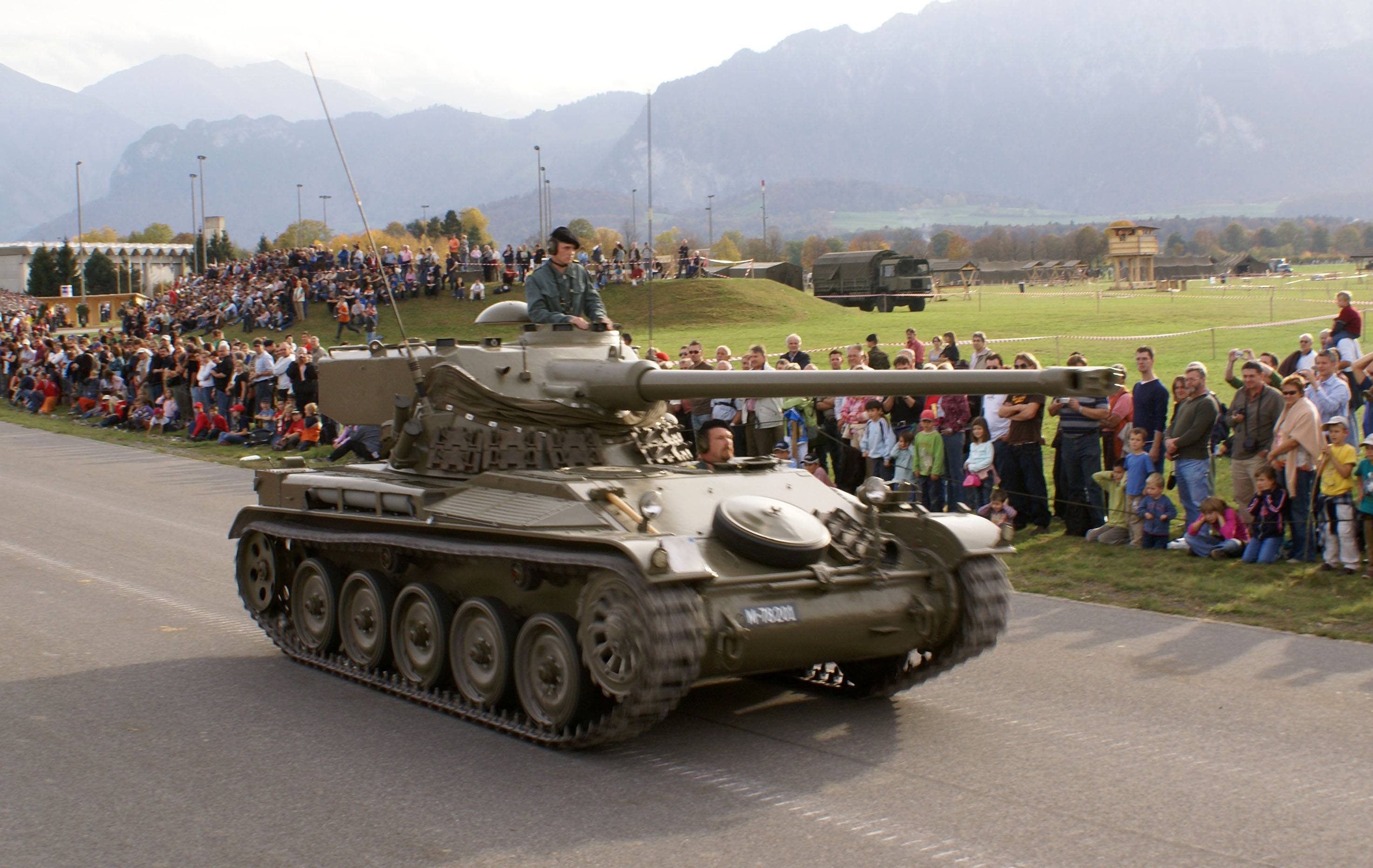
Jagdpanzer AMX-13
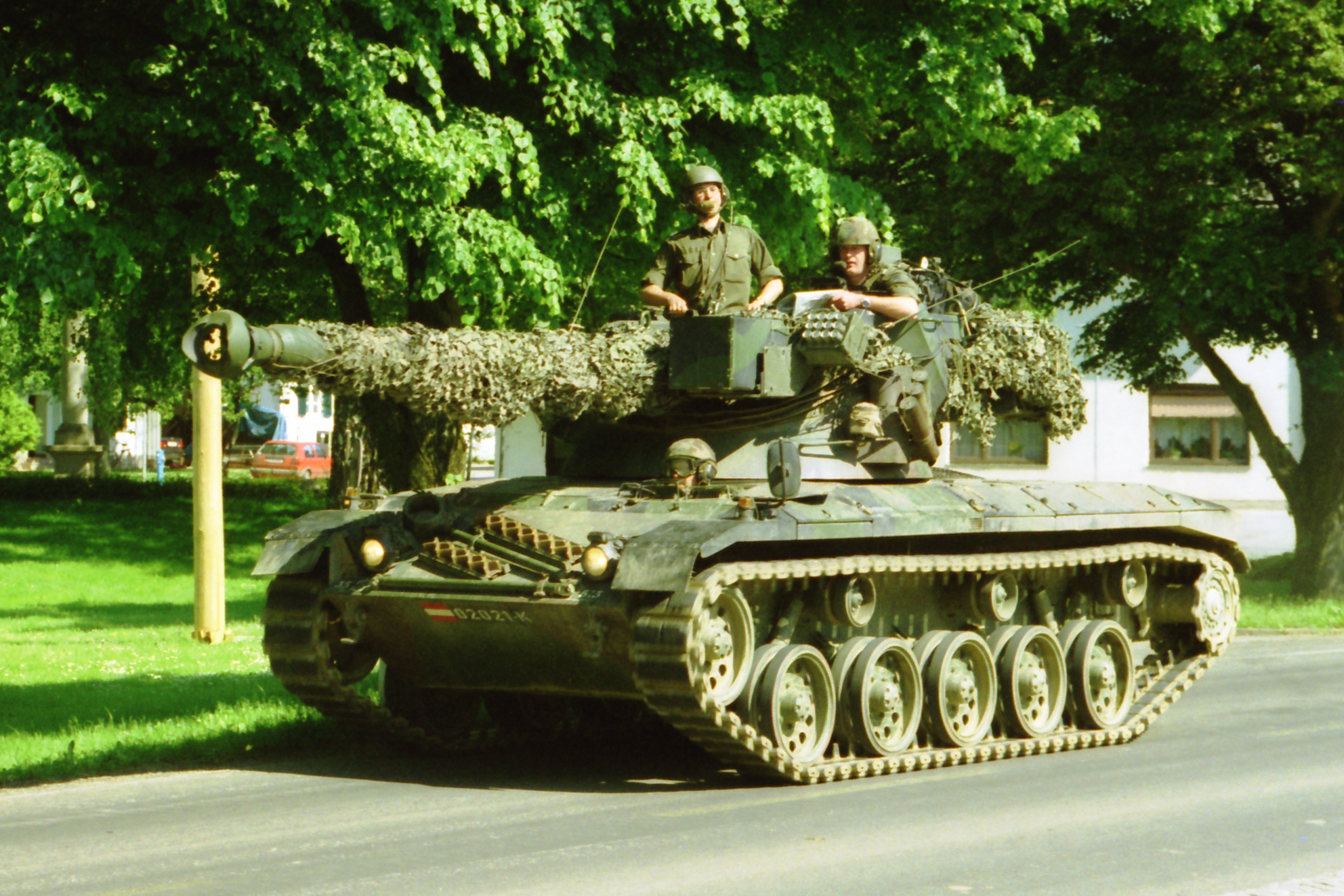
Jagdpanzer Kürassier
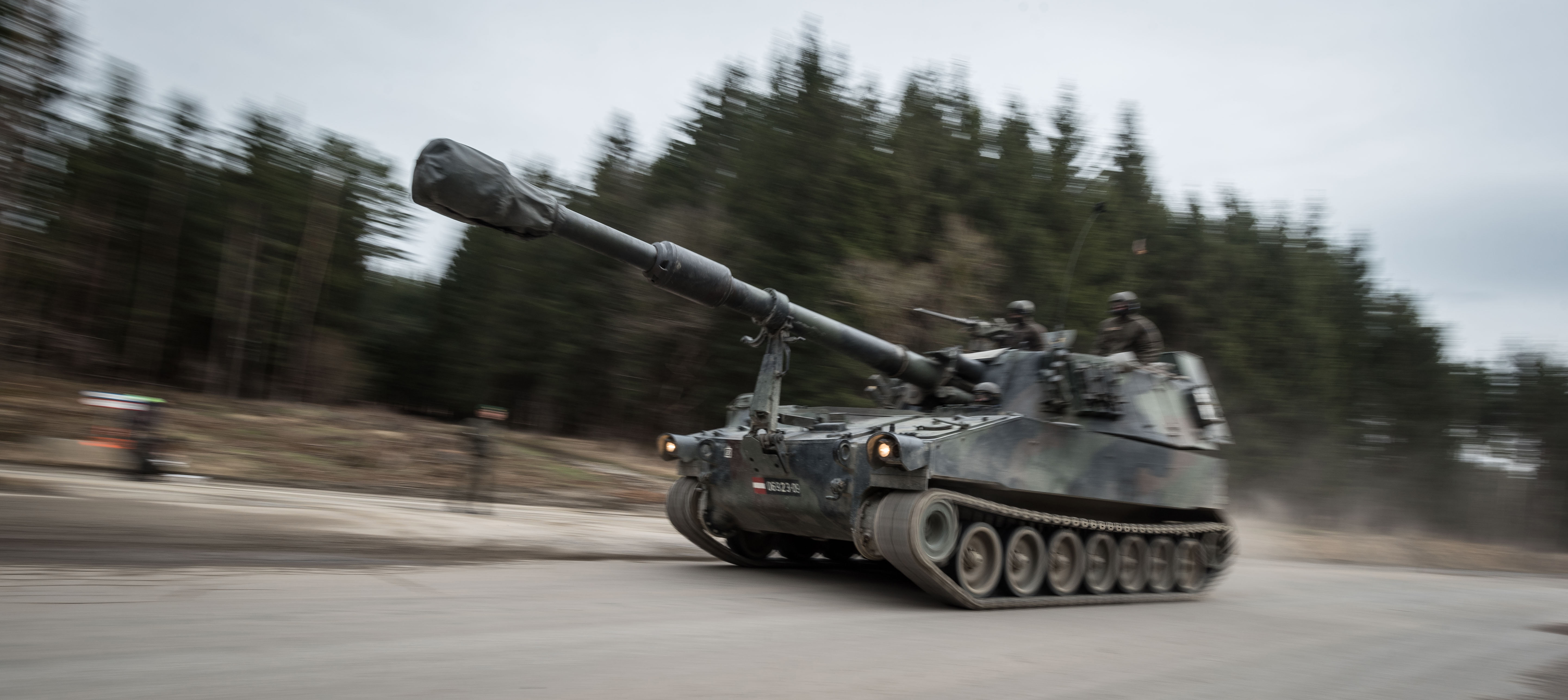
Panzerhaubitze M109 des Bundesheeres
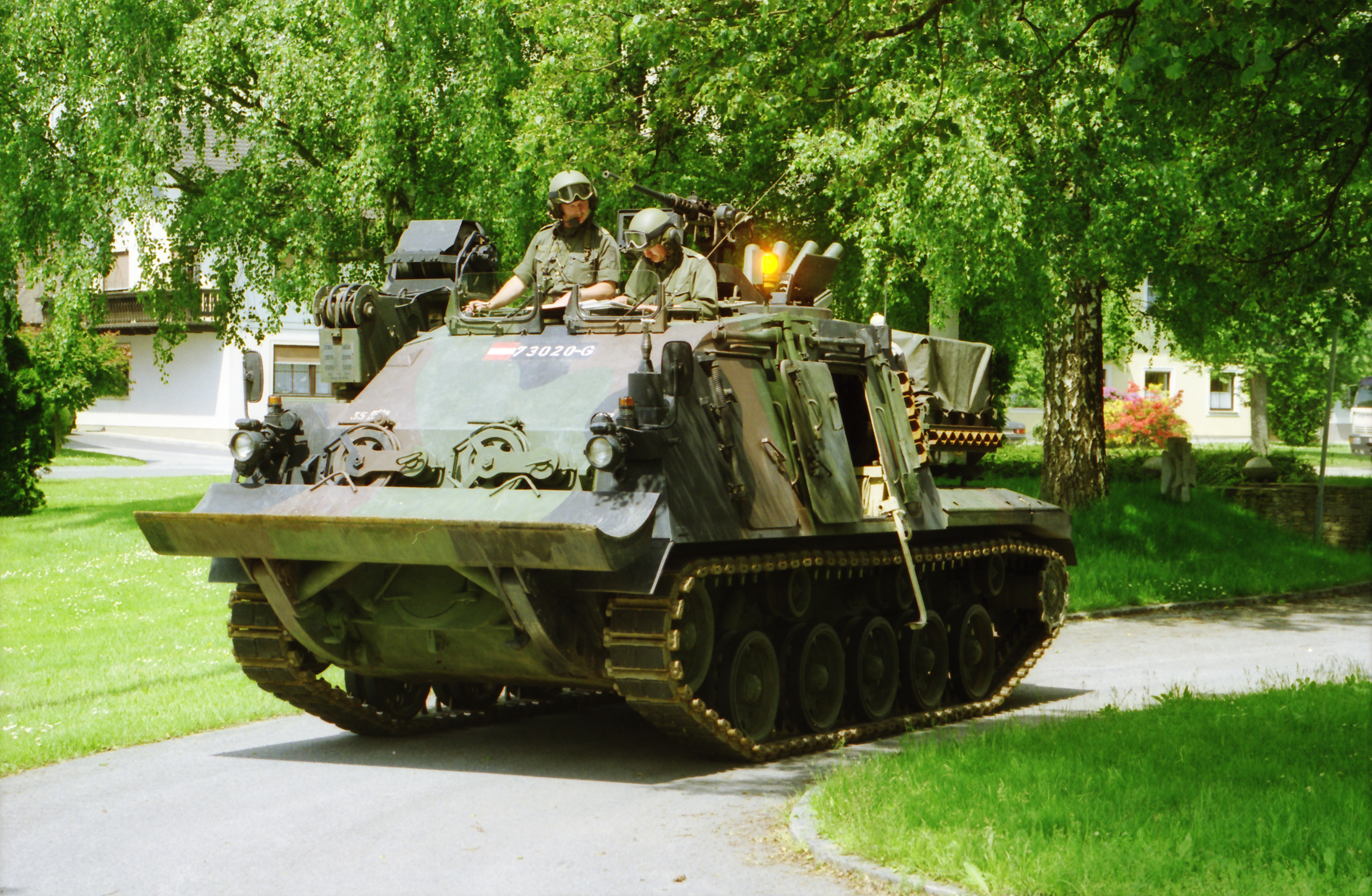
Bergepanzer Greif
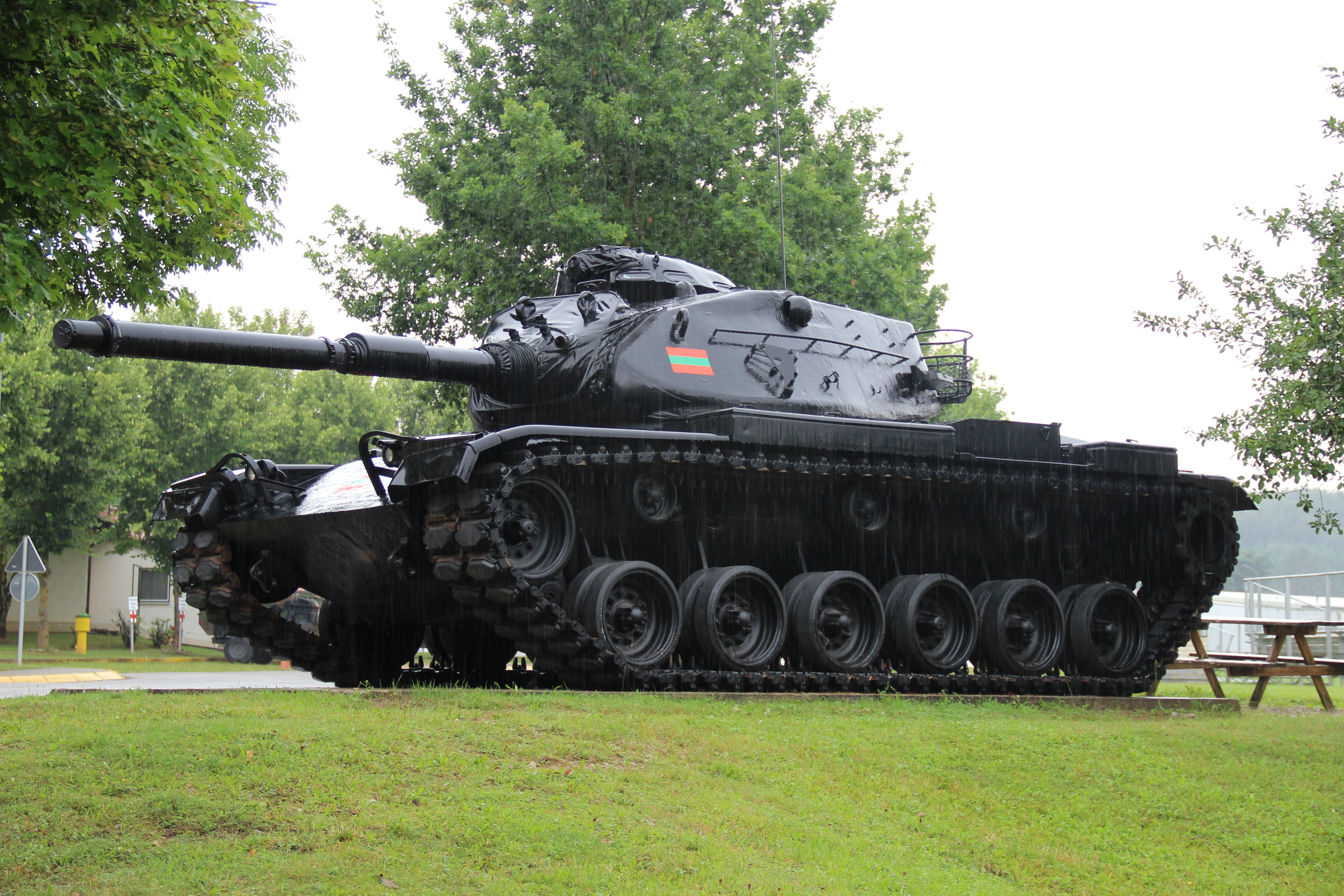
Kampfpanzer M60
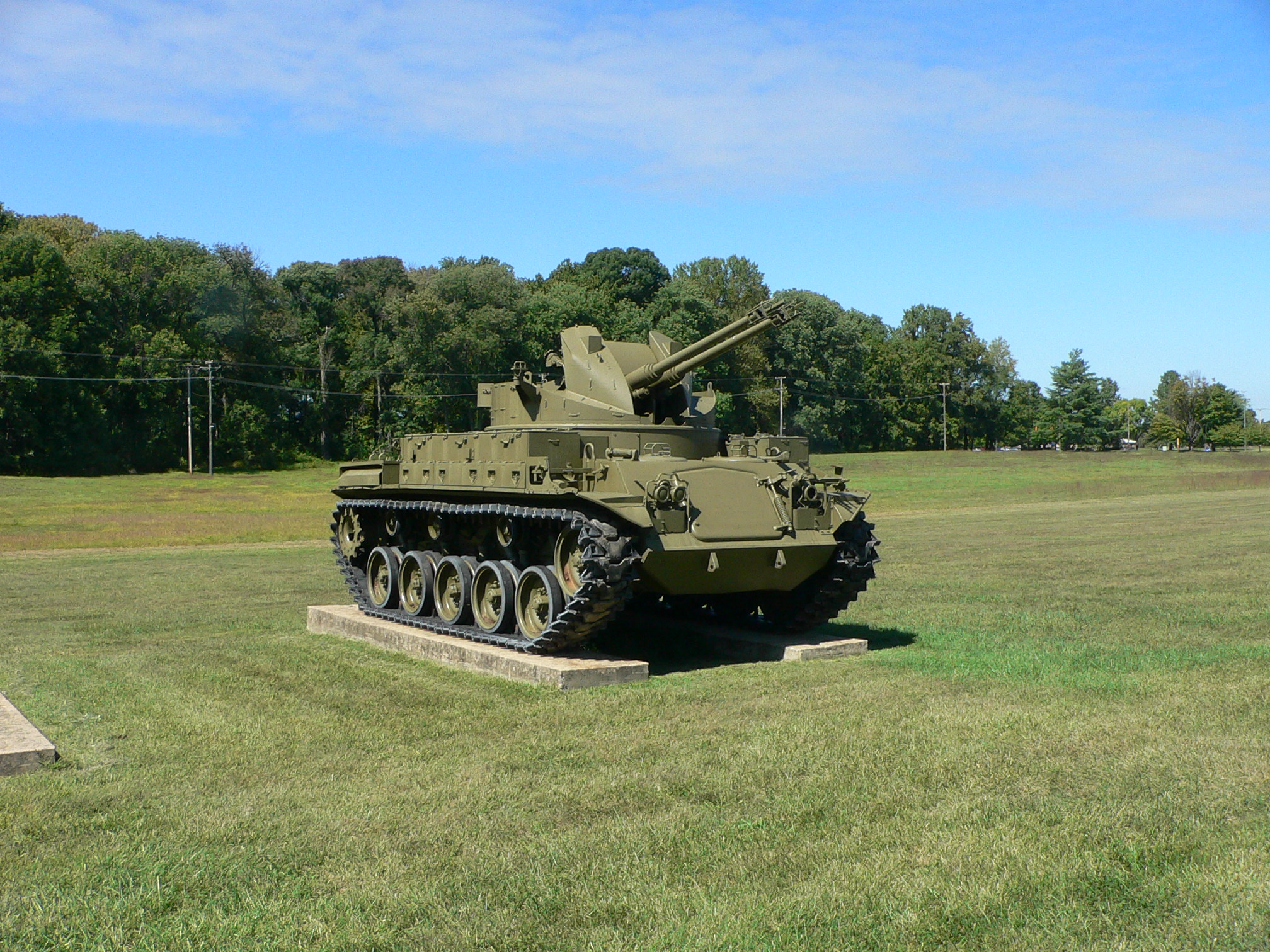
Flakpanzer M42
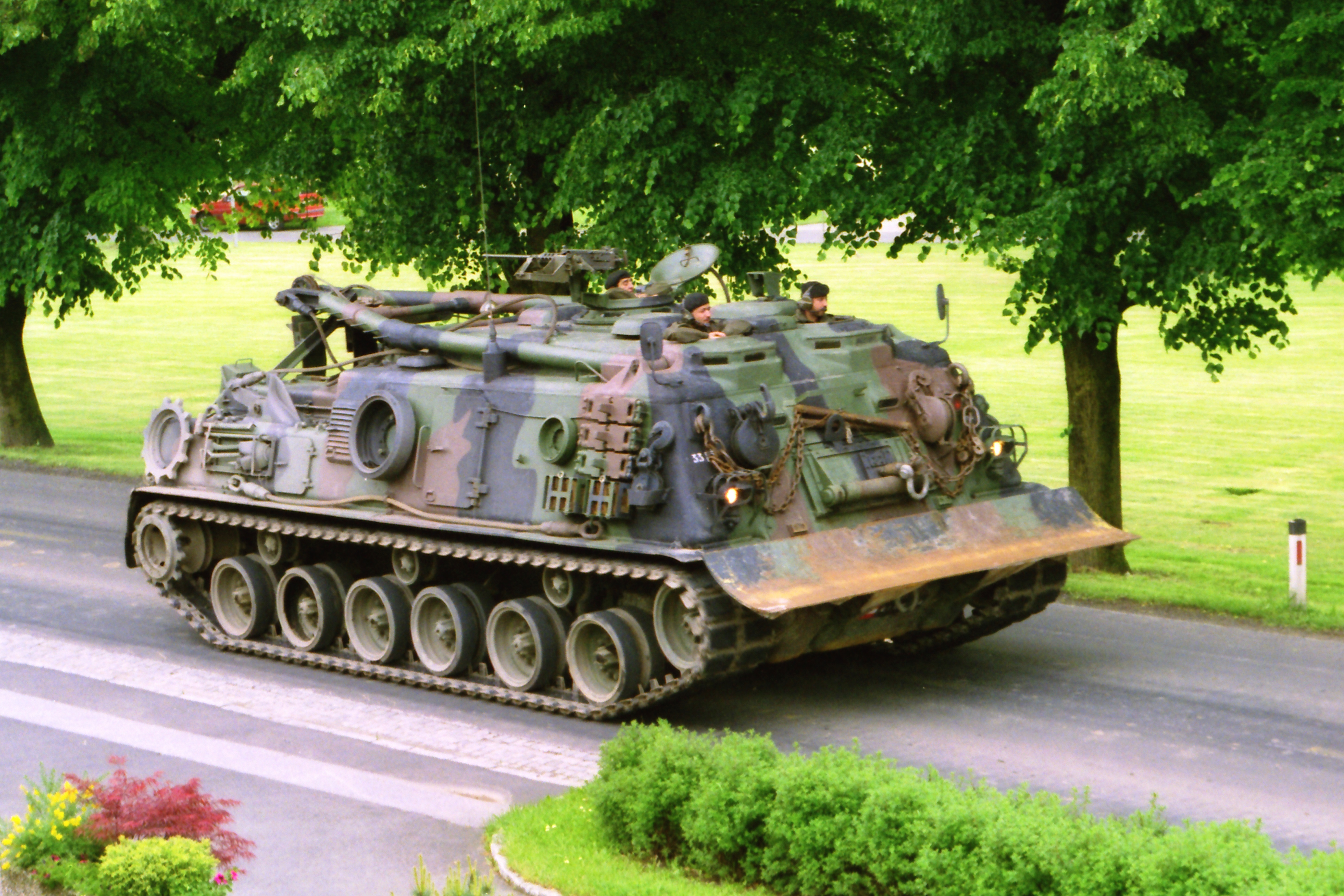
Bergepanzer 1 bzw. M88 bei einer Übung 1999
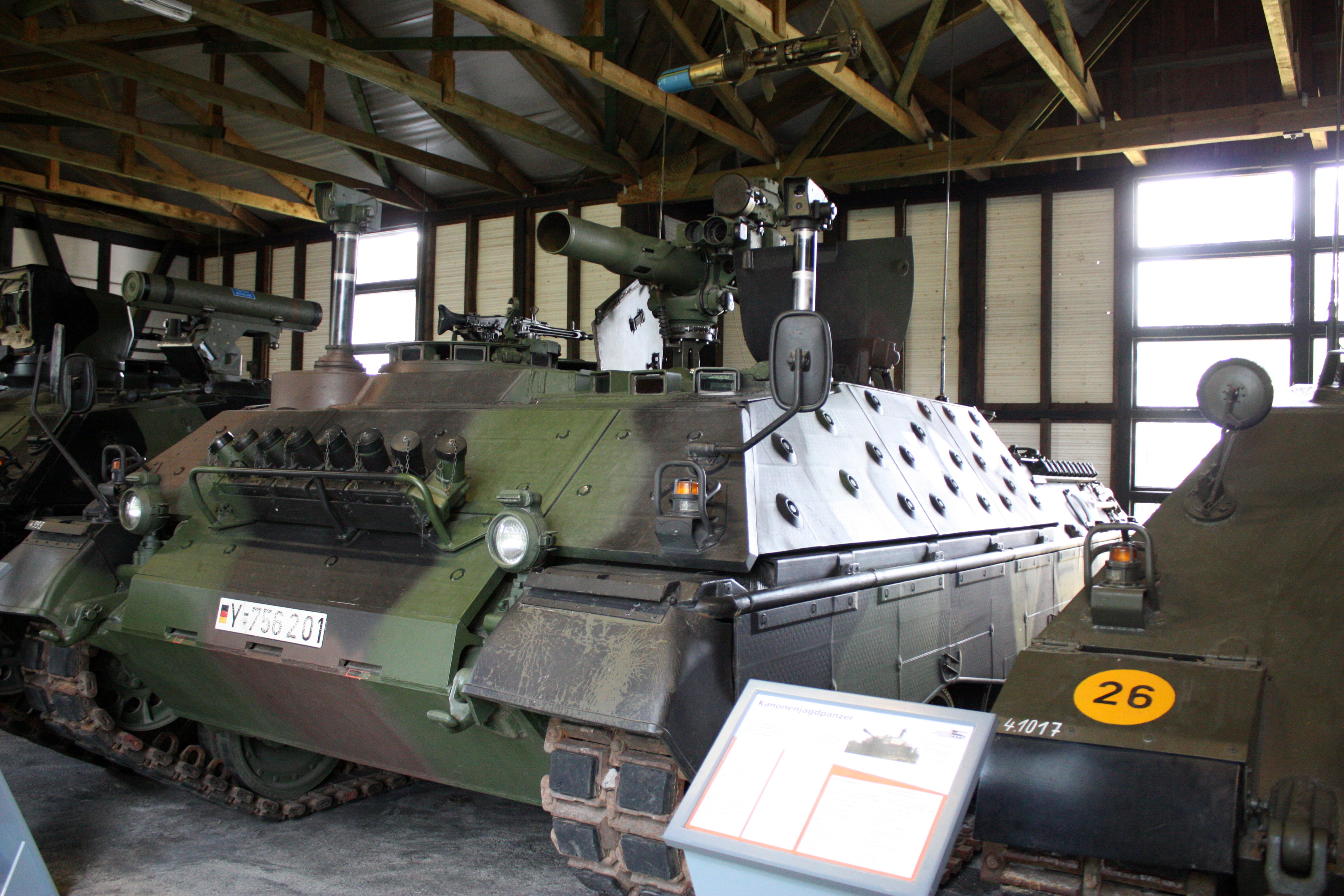
Jagdpanzer Jaguar 1
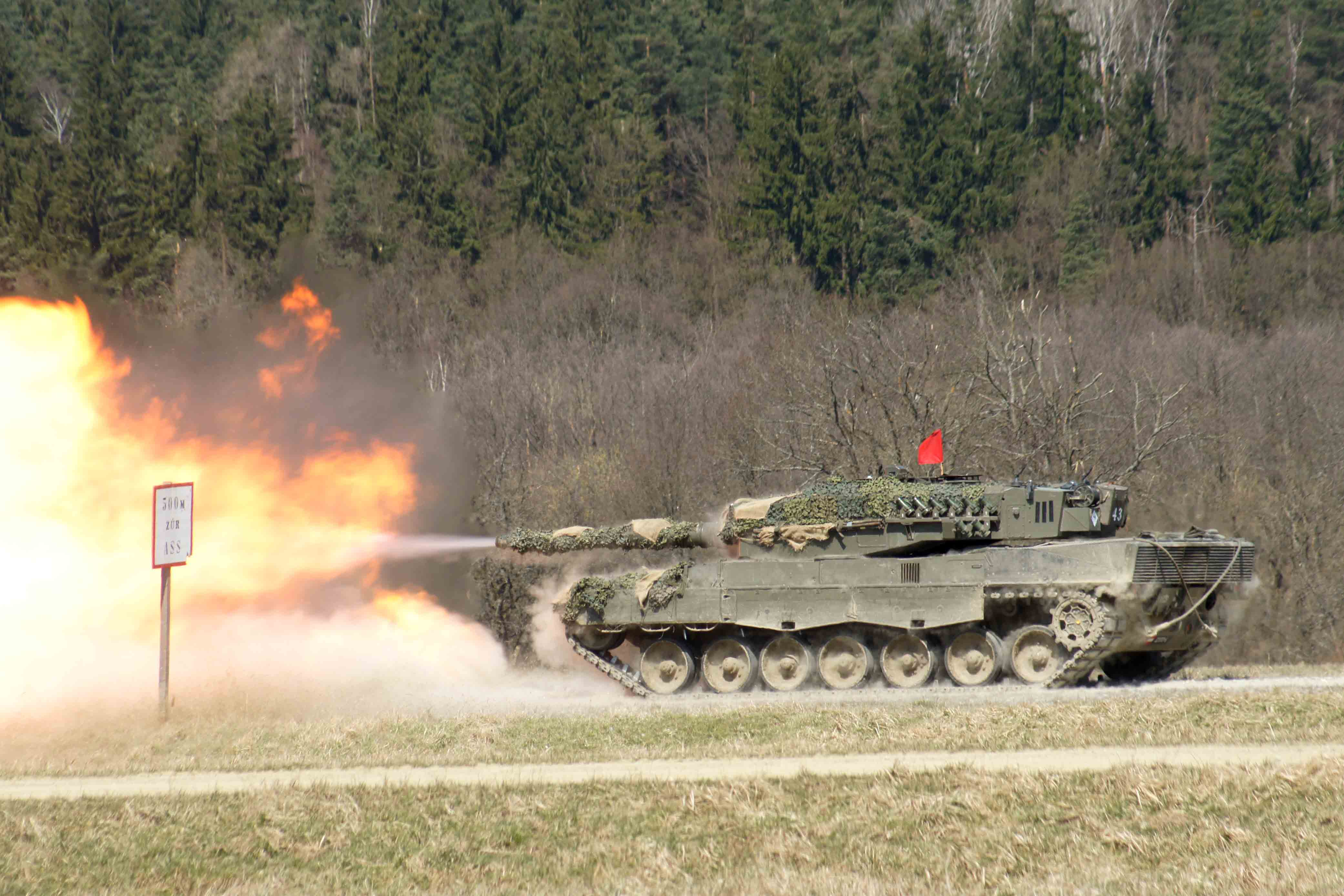
Kampfpanzer Leopard 2

## Personen

### Kommandanten
- Oberst dG Emil Spannocchi 1960–1963[4]
- Oberst dG Nikolaus Chorinsky 1963–1967[4]
- Oberstleutnant dG Karl Liko 1967–1972[4]
- Oberst dG Dr. Johann Tretter 1972–1975[4]
- Oberst Karl Malina 1975–1976 (mit der Führung betraut)[4]
- Oberst dG Hugo Kirsch 1976[4]
- Oberst dG Peter Koman 1976–1979[4]
- Oberst dG Heinz Danzmayer 1979–1983[4]
- Oberst dG Adolf-Erwin Felber 1983–1985[4]
- Oberst dG Hans Helmut Moser 1985–1989[4]
- Brigadier Alexander Trözmüller 1989–1991 (mit der Führung betraut)[4]
- Oberst dG Wolfgang Jilke 1991–1996[2]
- Brigadier Josef Weingast 1996–1998 (mit der Führung betraut)[2]
- Brigadier Wolfgang Jilke 1998–1998[2]

### Stabschefs
- ObstdG Heinz Scharff 1959–1960[4]
- ObstdG Wilhelm Kuntner 1960–1963[4]
- ObstdG Fritz Adrario 1963–1966[4]
- ObstdG Gerhard Donat 1966–1967[4]
- ObstdG Erich Eder 1967–1973[4]
- ObstltdG Karl Budik 1973–1978[4]
- ObstdG Wilhelm Figl 1978–1984[4]
- ObstltdG Freyo Abfalter 1984–1988[4]
- ObstltdG Helmut Meerkatz 1988–1994[4]
- ObstdG Robert Brieger 1994–1995[4]
- ObstdG Franz Leitgeb 1995–1997[2]
- ObstdG Daniel Pregl 1997–1997[2]
- ObstdG Franz Leitgeb 1997–1998[2]

### Weitere
- Alfred Schätz, 1964–1969 Kommandant einer M42-Kompanie im Panzerartilleriebataillon 9, Kommandant einer AMX-13-Kompanie im Jagdpanzerbataillon 1;  1975–1976 Kommandant des Panzerartilleriebataillons 9. Später Leiter des Heeres-Nachrichtenamts und General.[8]